# タンバー (潜水艦)
タンバー (USS Tambor, SS-198)は、アメリカ海軍の潜水艦。タンバー級潜水艦の1番艦。艦名はスペイン語で「打楽器」を意味し、タンバリンを連想するウシノシタ類、太鼓を連想するフグ科、発音器官を持つニベ科など、各地で多種多様な魚を指す。

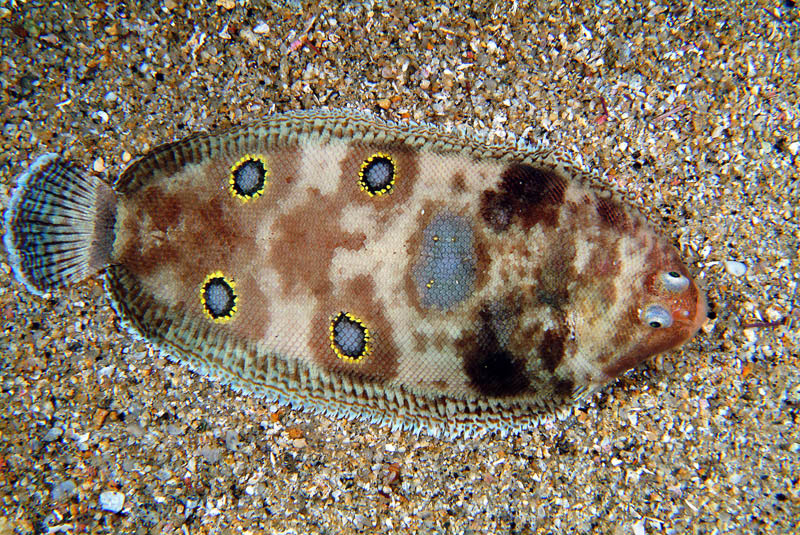
ウシノシタ　フォーアイド・ソール（スペイン名Tambor real）

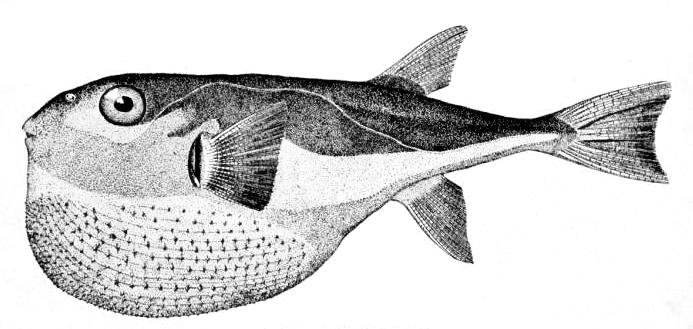
フグ科　シロカナフグ（プエルトリコの通称Tambor）

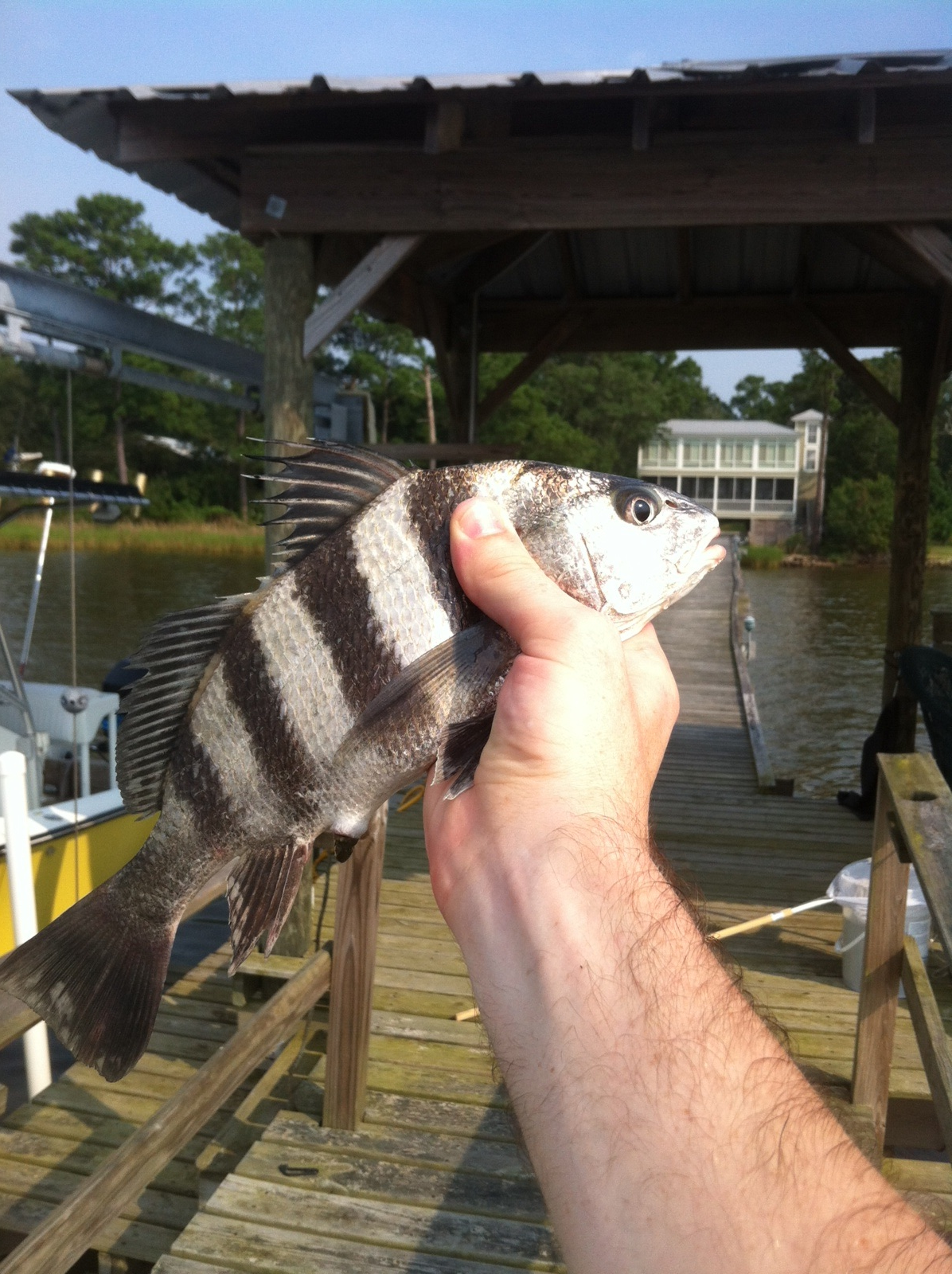
ニベ科　ブラック・ドラム（メキシコ名Tambor negro）

## 艦歴
タンバーは1939年1月16日コネチカット州グロトンのエレクトリック・ボート社で起工され、12月20日、ルシア・エリスの手で進水。1940年6月3日ジョン・M・マーフィー・ジュニア少佐（アナポリス1925年組）の指揮下就役する。ニューロンドンでの一連の準備ののちに、訓練航海のためコロンに向かった。途中、ニューヨーク、ワシントンD.C.、ノースカロライナ州モアヘッド、ヒューストンを訪問した。コロンでの訓練を終えたあと、タンバーはキタリーのポーツマス海軍造船所に戻り、爆雷に関する研究調査に従事。爆雷の有効性や攻撃を受けた際の対処法を調査した。調査後、1941年5月にタンバーはトーマス・W・ウィザース少将率いる太平洋艦隊潜水艦部隊に配属された。

### 第1の哨戒 1941年11月 - 12月
11月19日、タンバーは平時哨戒のためウェーク島近海に向かった。哨戒中の12月8日に真珠湾攻撃があり、哨戒は戦時体制に切り替えられた。12月10日には、ウェーク島の戦いで艦砲射撃を行う日本艦隊からの閃光も発見した。しかし、エンジンの不調があり哨戒は打ち切られた。12月23日、タンバーは35日間の行動を終えて真珠湾に帰投。メア・アイランド海軍造船所に回航され修理を受け、1942年3月に真珠湾に戻ってきた。

### 第2の哨戒 1942年3月 - 5月
3月15日、タンバーは2回目の哨戒でマーシャル諸島およびラバウル方面に向かった。3月27日にはエニウェトク環礁を偵察。タンバーはこの哨戒で9回もの攻撃機会があった。4月16日には、カビエン近海でタンカーと思われる船に向けて魚雷2本を発射。うち1本が命中し7,000トンのタンカーを撃沈したと判断されたが、実際には特設給糧船北見丸（日本海洋漁業、397トン）を撃沈。帰途途中の5月5日にはマキンを偵察した。5月12日、タンバーは58日間の行動を終えて真珠湾に帰投。報告ではマーフィー少佐が、魚雷に関する不平を並べ立てた。

### ミッドウェー海戦

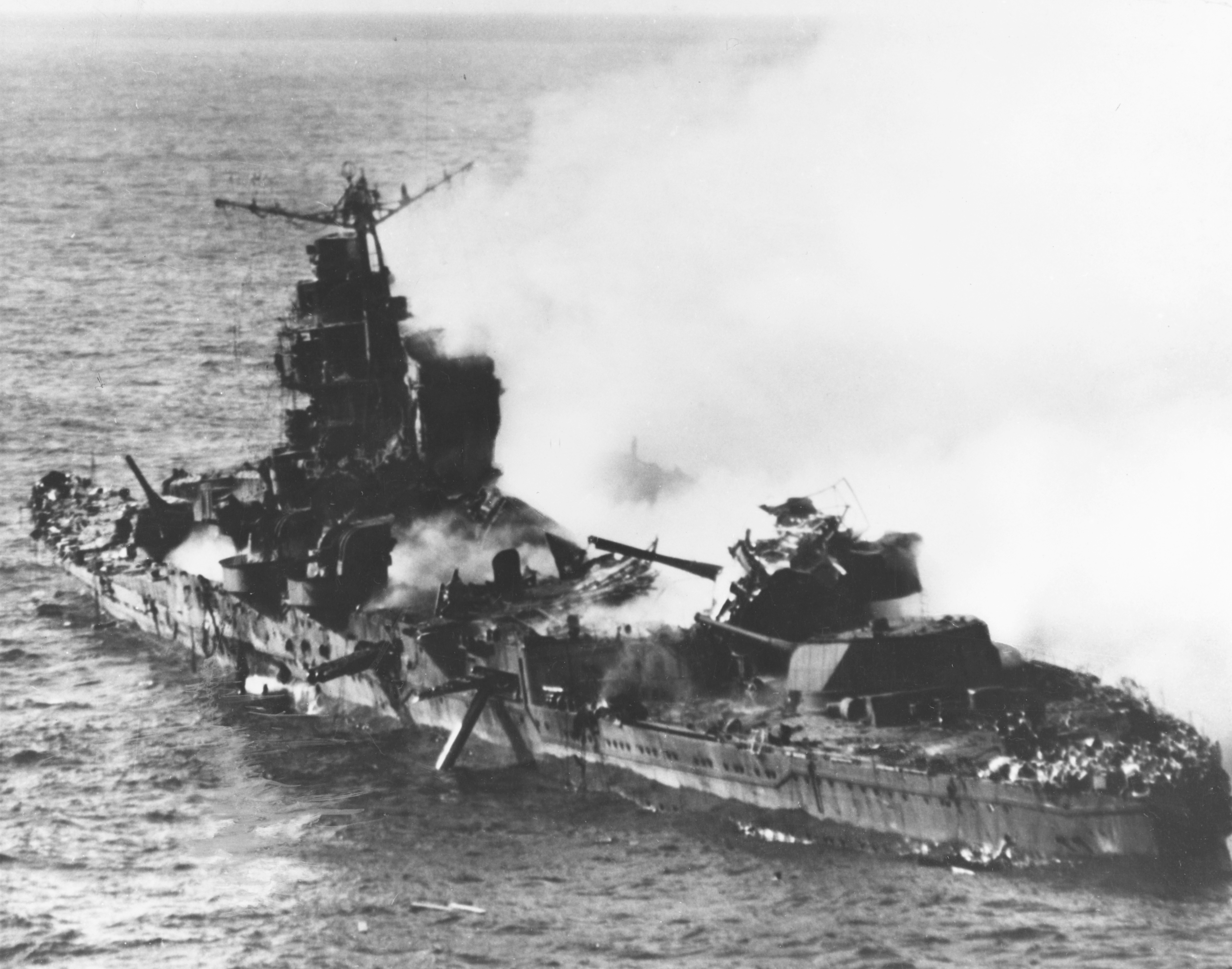
ミッドウェー海戦で炎上する重巡洋艦三隈。タンバーの存在は三隈喪失の遠因となった。

5月21日、タンバーは第7・1任務部隊の一艦として出撃し、僚艦6隻とともにミッドウェー島近海の配備点に向かった。暗号解読で日本海軍がミッドウェー島を攻略すべく進撃する可能性が大きくなったので、太平洋艦隊潜水艦部隊司令官ロバート・H・イングリッシュ少将はこれを迎え撃つため島から240キロ離れた海域に、島を囲むように潜水艦を配備して待ち伏せさせた。ミッドウェー海戦当日の7時15分、イングリッシュ少将は指揮下のタンバーを含む全潜水艦に潜航して11時まで待機するよう命令を出した。待機後、タンバーは浮上したが、間もなく日本機からの機銃掃射を受けた。
翌6月7日2時15分、タンバーはミッドウェー島の北140キロの地点で4隻の大型艦を発見。タンバーはただちに報告を打電した。これを受けて第16任務部隊司令官レイモンド・スプルーアンス少将は「ヤマモトは、まだミッドウェーに打撃を与えようとしている」と判断し、第16任務部隊を西進させた。タンバーが発見した4隻の大型艦は、支援隊の第七戦隊（栗田健男中将。重巡洋艦最上、三隈、鈴谷、熊野）であり、ミッドウェー島砲撃の命を受けて前進中であったが、ミッドウェー島まで距離があると判明したため転進をしようとしていたところであった。タンバーの打電から40分後、第7戦隊側もタンバーを発見し緊急回頭を行ったが、その際に最上と三隈が衝突事故を起こした。栗田中将は鈴谷と熊野を連れて北西方に逃げ去り、残された最上と三隈は駆逐艦に守られて西方に向かったが、三隈は艦載機の空襲により沈没した。ところで、この哨戒でここまで魚雷を一度も発射させていなかったタンバーは、4時12分まで相手が日本の軍艦であることに気付かず、気付いてからも、潜水艦にとっては絶好の目標である、衝突で艦首が潰れ速力が出ない最上にすら攻撃しなかった。2日後、タンバーは偵察機を発見したので潜航した。しかし、43メートルまで潜航したところで対潜爆弾2発がタンバーの至近で爆発。潜望鏡は2本とも破損し、電動機も損傷したため、タンバーはこれ以上の哨戒を断念した。6月16日、タンバーは16日間の行動を終えて真珠湾に帰投。艦長がステファン・H・アンブルスター少佐（アナポリス1928年組）に代わった。

### 第3の哨戒 1942年7月 - 9月
7月24日、タンバーは3回目の哨戒でマーシャル諸島方面に向かった。8月7日、タンバーはウォッジェ環礁トートン水道出口で特設捕獲網艇昭福丸（東和汽船、891トン）に魚雷1本を命中させて撃沈。その後、8月19日までマーシャル海域で哨戒したのち、トラック諸島南方方面に移動するよう命令を受けた。タンバーは新しい哨戒海域に向かう途中、カロリン諸島で哨戒した。8月21日、タンバーはポンペイ島近海で特設給炭油船第六真盛丸（原商事、4,928トン）と護衛艦を発見し、2つの目標に向けて魚雷3本を発射。うち2本が第六真盛丸の中央部と船尾に命中し、第六真盛丸を撃沈した。9月1日にはトラック南方でタンカーを発見し、魚雷4本を発射。うち1本が命中し撃破したと判断された。これに加え、タンバーはこの哨戒で2隻12,000トンを撃沈しての戦果を挙げたと判断されたが、戦後のJANACの調査でトン数は5,800トンに削られた。9月19日、タンバーは57日間の行動を終えてフリーマントルに帰投した。

### 第4の哨戒 1942年10月 - 11月
10月12日、タンバーは4回目の哨戒でインドシナ半島方面に向かった。折からの魚雷不足により、この哨戒では何本かの魚雷の代わりに機雷を搭載した。11月2日、タンバーはトンキン湾と海南島間の海南海峡に機雷を敷設した。翌11月3日、タンバーは海南島北西岸で貨客船筑後丸（東亜海運、2,444トン）を発見。まず魚雷3本を発射したが命中せず、30分後の2度目の雷撃で2本発射し、1本が筑後丸の中央部に命中。筑後丸は船尾から沈んでいった。11月6日にはヴィシー・フランスの国旗を掲げた貨客船に対し魚雷2本を発射したが、魚雷は途中で消えて命中しなかった。11月10日にはスールー海で非武装のサンパンを発見し、乗組員を捕虜とした上で砲火でサンパンを沈めた。この哨戒では1隻10,000トンの戦果を挙げたと判定された。11月21日、タンバーは38日間の行動を終えてフリーマントルに帰投。備砲が51口径5インチ砲に換装された。

### 第5の哨戒 1942年12月 - 1943年1月
12月18日、タンバーは5回目の哨戒でスンダ海峡方面に向かった。クラカタウとシャートウェイ島の間を哨戒、12月30日、タンバーは千鳥型水雷艇と思しき艦艇を発見したものの、射程内に入ってこなかった。2日後の1943年1月1日にも再び千鳥型水雷艇と思しき艦艇を発見し、魚雷を4本を発射。しかし魚雷は命中せず、逆に18発の爆雷を投下された。タンバーは巧みに反撃をかわして戦場を離脱した。1月28日、タンバーは46日間の行動を終えてフリーマントルに帰投した。

### 第6の哨戒 1943年2月 - 4月
2月18日、タンバーは6回目の哨戒でフィリピン方面に向かった。この哨戒では「マッカーサーのゲリラ」を支援するのが主任務であり、タンバーはチャールズ・パーソンズ少佐率いる部隊と、7.62ミリ機銃弾50,000発、45口径拳銃弾20,000発および南ミンダナオで使う通貨10,000ドルを積んだ。これらの支援物資は、3月5日にミンダナオ島パガディアン湾の海岸に無事揚陸された。3月22日、タンバーはアポ島南西沖で2,500トン級タンカーを発見し、魚雷3本を発射。7日後の3月29日にも5,000トン級輸送船に対して魚雷3本を発射したが、命中音は確認できたものの、損傷との判断にとどまった。4月14日、タンバーは55日間の行動を終えてフリーマントルに帰投。哨戒間の改装で、艦橋前部にも20ミリ機銃が装備された。艦長がルッセル・キーフォーバー少佐（アナポリス1933年組）に代わった。

### 第7の哨戒 1943年5月 - 6月
5月7日、タンバーは7回目の哨戒でインドシナ半島、マレー半島方面に向かった。5月26日、タンバーは北緯17度19分 東経116度20分 / 北緯17.317度 東経116.333度の地点でタンカーを発見し、魚雷を3本発射したが命中しなかった。3日後の5月29日、タンバーは北緯17度30分 東経110度55分 / 北緯17.500度 東経110.917度の地点で輸送船永昌丸（拿捕船、元ギリシャ船フォロズ/山下汽船委託、2,486トン）を発見して魚雷を3本発射。しかし命中しなかったので、数時間後に再度魚雷を3本発射。今度は2本が命中し、3回の爆発を確認。タンバーは別の目標に対しても魚雷を3本発射したが命中しなかった。沈みゆく永昌丸からは2隻の救命ボートが降ろされて、乗組員は逃げていった。6月2日には北緯20度29分 東経107度57分 / 北緯20.483度 東経107.950度地点で貨物船。を、6月7日には北緯20度23分 東経107度47分 / 北緯20.383度 東経107.783度の地点で海軍徴傭船第二伏見丸（東洋海運、779トン）を発見し、魚雷をそれぞれ3本ずつ発射。最初の目標は撃破し、次の目標、すなわち第二伏見丸は沈んだと考えられたが、日本の公認記録では第二伏見丸は雷撃を回避し、6月2日のものは沈没と記録されている。6月16日にもカムラン湾沖で第398船団に加入中の特設給油船第二小倉丸（日本石油、7,311トン）、あるいはタンカー力行丸（日本石油、9,181トン）に対して最後に残った魚雷3本を発射したが、命中しなかった。この哨戒で公認された撃沈スコアは永昌丸だけだった。6月27日、タンバーは50日間の行動を終えてフリーマントルに帰投した。

### 第8の哨戒 1943年7月 - 9月

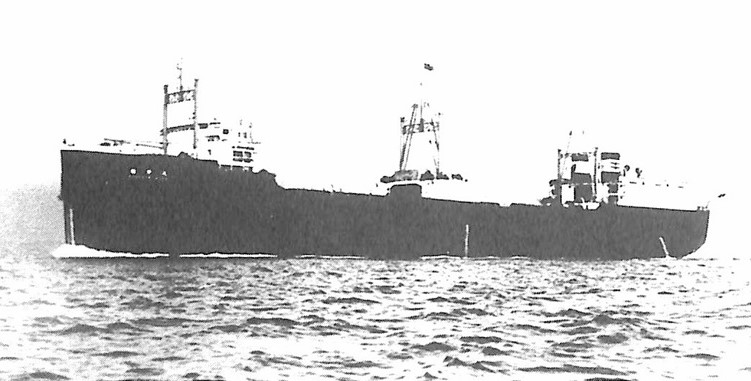
極洋丸（画像は1938年の竣工時）

7月20日、タンバーは8回目の哨戒で南シナ海に向かった。ロンボク海峡を経由して哨戒海域に向かう。その間の27日、北緯19度57分 東経109度05分 / 北緯19.950度 東経109.083度の海南島西岸兵馬角西方沖23km地点で貨物船帝欣丸（元フランス船キンディア/帝国船舶、1,972トン）が、前年11月2日に敷設した機雷に触れて沈没した。8月3日夕刻に北緯09度53分 東経117度37分 / 北緯9.883度 東経117.617度のパラワン島バイアホンダ岬北西沖で5隻の貨物船と護衛の水雷艇隼からなる第916船団を発見。タンバーは貨物船に向けて魚雷を3本発射し、うち2つの命中音を聴取。他の目標に向けた魚雷は命中しなかった。しかし、実際には魚雷は全て回避されていた。8月21日には、北緯15度32分 東経115度34分 / 北緯15.533度 東経115.567度の地点で護衛のない3隻のタンカーと5隻の中型輸送船からなる第316船団を発見。タンバーは2隻の輸送船に向けて魚雷を3本と2本発射したが命中せず、2度目の攻撃で魚雷2本をタンカーに向けて発射し、これは1つの爆発音が聞こえたものの、タンカーは損害を受けているようには思えなかった。日本側の記録は、陸軍船飛鳥丸（日本郵船、7,523トン）が雷撃を受けたものの損害がなかったことを伝えている。翌8月22日、タンバーは北緯16度44分 東経113度42分 / 北緯16.733度 東経113.700度の地点で5隻の貨物船と2隻のタンカーからなる第416船団を発見し、海軍徴傭タンカー極洋丸（極洋捕鯨、17,549トン）に向けて魚雷を5本発射。うち3本が中央部に命中したが、すべて不発であった。9月12日、タンバーは55日間の行動を終えて真珠湾に帰投。カリフォルニア州サンフランシスコに回航され、ベスレヘム・スチールでオーバーホールに入った。作業は11月20日まで続けられ、そののち12月15日に真珠湾に戻り、年内は訓練に従事した。

### 第9の哨戒 1944年1月 - 9月
1944年1月5日、タンバーは9回目の哨戒で東シナ海に向かった。1月22日、タンバーは北緯27度00分 東経136度16分 / 北緯27.000度 東経136.267度の地点で駆逐艦を従えた名取型軽巡洋艦と思われる艦艇を発見したが、スコールでそれを見失った。6日後の1月28日、タンバーは北進する9隻の輸送船団を探知し追跡した。翌1月29日2時ごろ、タンバーは浮上したまま魚雷を2本発射。魚雷は輸送船春泰丸（大同海運、2,254トン）に2本とも命中し、春泰丸は北緯27度50分 東経128度48分 / 北緯27.833度 東経128.800度の地点で沈没していった。1隻の護衛艦がタンバーめがけて突進し、タンバーは後部の20ミリ機銃で応戦。護衛艦の体当たりを阻止して追い払ったあと、輸送船団をさらに追跡しようとしたが、すでに去ってしまった後だった。2月2日、タンバーはヒ30船団に属する2隻の船を発見し追跡した。翌2月3日の夜明けごろ、タンバーは北緯28度30分 東経124度04分 / 北緯28.500度 東経124.067度の地点で船団に対して攻撃を開始。まず応急タンカー五洋丸（五洋商船、8,469トン）に向けて魚雷を2本発射。魚雷は五洋丸の中央部に2本とも命中し、五洋丸を航行不能に陥らせた。続いてタンカーありあけ丸（日本海運、5,149トン）と護衛の海防艦佐渡に対して魚雷を2本ずつ発射。ありあけ丸に向けた魚雷は命中し、ありあけ丸は沈没。佐渡に向かった魚雷は命中せず、佐渡は4時18分ごろから14時30分ごろまで爆雷攻撃を行った。この爆雷攻撃でタンバーは80メートルの深度まで吹き飛ばされ、通風が悪くなり一部浸水も見たが、海面に出た油紋を見た佐渡が「撃沈確実」と判断して引き揚げていったため、それ以上のダメージはなかった。航行不能の五洋丸は、2月4日か5日ごろに荒天で沈没した。10日後の2月12日、タンバーは北緯27度44分 東経128度42分 / 北緯27.733度 東経128.700度の徳之島近海でタモ02船団を発見。夜になって浮上攻撃を行い、応急タンカー崙山丸（大連汽船、2,735トン）に対して魚雷を3本発射。潜航しかけたとき、1本が崙山丸に命中し撃沈したのを確認した。タンバーはこの哨戒で4隻18,400トンの戦果を挙げ、目覚しい成功を収めた。3月5日、タンバーは60日間の行動を終えて真珠湾に帰投した。

### 第10の哨戒 1944年4月 - 6月

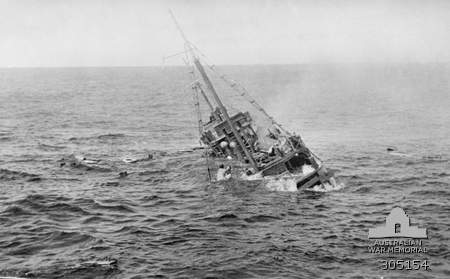
1944年にタンバーの砲撃で沈没寸前の日本の小型船。引用元のオーストラリア戦争記念館のキャプションでは地洋丸（Chiyo Maru）となっているが、砲撃による撃沈という状況は4月18日の第三振興丸または11月16日の高城丸と整合し、シナ海という交戦地点は3隻のいずれとも合致しない。

4月9日、タンバーは10回目の哨戒でマリアナ諸島方面に向かった。4月18日、タンバーはウェーク島北西北緯22度07分 東経160度31分 / 北緯22.117度 東経160.517度の地点で生野菜などの食糧を積んだ250トンほどのトロール船を発見して砲撃。これは特設監視艇第三振興丸（東北振興水産、128トン）で、沈黙後にタンバーから何人かの乗組員が乗り移り、日本船員7名を討って二等航海士を捕虜とした。移乗班は備え付けの書類を押収して引き上げ、第三振興丸はひどく傾いた状態のまま放置されて沈没した。5月10日夕方、タンバーは北緯19度27分 東経140度00分 / 北緯19.450度 東経140.000度の硫黄島西南西の海上で、駆逐艦朝凪、水無月、水雷艇鴻、海防艦および駆潜艇に護衛されサイパン島に向かう第3503船団を発見。タンバーは潜航し、魚雷4本を発射。2つの爆発を聞いた。この攻撃で特設運送船慶洋丸（東洋汽船、6,441トン）が損傷したが沈没には至らなかった。タンバーは深く潜航して第24号海防艦からの50発の爆雷攻撃から逃れ、攻撃が止んでから浮上して追撃を行おうとした。しかし、水無月がタンバーを発見して爆雷攻撃をしてきたので、タンバーは攻撃を断念してその海域を去った。5月26日、タンバーは北緯20度08分 東経141度55分 / 北緯20.133度 東経141.917度 の地点で、特設給糧船地洋丸（西大洋漁業、657トン）に魚雷2本を命中させて撃沈した。6月2日、タンバーは54日間の行動を終えてミッドウェー島に帰投。艦長がウィリアム・J・ジルマーショーゼン少佐（アナポリス1935年組）に代わった。

### 第11の哨戒 1944年7月 - 8月
7月16日、タンバーは11回目の哨戒で千島列島方面に向かった。7月28日未明、タンバーは北緯40度40分 東経142度36分 / 北緯40.667度 東経142.600度の地点で小型貨物船かトロール船に向けて魚雷3本発射し、3つの爆発音が聞こえた。しかし、その結果は濃霧のため確認できなかった。8月13日、タンバーは北緯48度35分 東経149度08分 / 北緯48.583度 東経149.133度の地点で輸送船東栄丸（北海船舶、2,324トン）を発見し、浮上したまま攻撃し20分で撃沈。タンバーは、東栄丸が救命ボートを下ろしたあとに沈んでいく姿を撮影した。タンバーは帰途、ミッドウェー島に寄港。8月23日、タンバーは47日間の行動を終えて真珠湾に帰投した。

### 第12の哨戒 1944年10月 - 11月
10月6日、タンバーは12回目の哨戒で日本近海に向かった。10月15日未明、タンバーは北緯29度43分 東経143度09分 / 北緯29.717度 東経143.150度の地点においてレーダーで3つの目標を探知し、魚雷4本を発射。1つの爆発音を聞いた後、タンバーは潜航。護衛艦から26発の爆雷を投下されたが、タンバーに損害はなかった。4日後の10月19日、タンバーは北緯34度26分 東経139度52分 / 北緯34.433度 東経139.867度の地点でレーダーで探知した護衛艦に対して魚雷4本を発射。2つの爆発が確認されたが、それは沈没を意味するものではなかった。その後、タンバーは11月8日に一旦サイパン島に寄航し、第101潜水群指揮官トーマス・B・クラークリング大佐の指揮下、他の潜水艦とともにウルフパック "Burt's Brooms" を編成して、11月10日から日本の南方洋上に配置されている特設監視艇群を蹴散らす作戦に従事した。11月16日深夜、タンバーは1隻の監視艇に対して魚雷を3本発射したが、命中しなかった。45分後にもう3本発射したが結果は同じだったので、浮上砲戦で撃沈することに決めた。監視艇は反撃し、タンバーの乗組員の一部は負傷した。しかし、30分後には勝負は決し、北緯30度00分 東経139度30分 / 北緯30.000度 東経139.500度の地点で監視艇は沈み始めた。タンバーは監視艇の2名の乗組員を海中から引き揚げて捕虜とした。この監視艇は高城丸（山下恭一、91トン）であり、前日にソーリー (USS Saury, SS-189) に魚雷を発射されたが回避していた。11月18日、タンバーは駆逐艦グレイソン (USS Grayson, DD-435) と会合し、捕虜と負傷した乗組員を移送した。11月30日、タンバーは55日間の行動を終えて真珠湾に帰投。これがタンバーの最後の哨戒となった。

### 訓練艦・戦後
帰国の途に就いたタンバーは真珠湾を出航し、12月10日にサンフランシスコに到着した。拡張オーバーホールの後、1945年3月9日にピュージェット湾に向かう。ピュージェット湾に到着すると、タンバーは海軍第6航空団の偵察機と共に訓練活動に入る。戦争終了後の9月17日に西海岸を出航しポーツマス海軍造船所に向かう。タンバーはポーツマスで12月10日に予備役となる。1947年4月、タンバーは海軍第9管区の予備役訓練艦に指定され、ミシガン州デトロイトの海軍予備役訓練センターに移動する。同所で1959年まで予備役訓練艦の任務に就き、1959年9月1日に除籍され、12月5日にスクラップとして売却された。
タンバーは第二次世界大戦の戦功で11個の従軍星章を受章した。主として太平洋で対日本の通商破壊戦に従事し、タンバーの活躍した期間はほぼ太平洋戦争の期間とほぼ一致する。